# Antonio Galardo (militare)
Antonio Galardo (San Paolo, 9 febbraio 1897 – Roma, 19 gennaio 1951) è stato un militare e prefetto italiano.

## Biografia
Nel 1940 comandò il 36º battaglione d'Assalto "Cristoforo Colombo" di Genova sul fronte greco.
Nel 1942 era nella provincia di Lubiana al comando della 2ª Legione CC.NN. "Superga" incorporata nel Raggruppamento tattico CC.NN ''"Montagna"'' al comando del generale Renzo Montagna.
Alla fine del 1942 ebbe il comando della 63ª Legione CC.NN. d'Assalto "Tagliamento" e reparti della 9ª Divisione fanteria "Pasubio", sul fronte russo.
Galardo, ferito ben tre volte, nel gennaio 1943 fu rimpatriato su un treno ospedale a causa delle numerose ferite. Galardo subì l'amputazione del piede che si era congelato.

### Capo della Provincia di Cuneo
Dopo l'armistizio dell'8 settembre 1943 aderì alla Repubblica Sociale Italiana e divenne colonnello della Guardia Nazionale Repubblicana. Nominato prefetto dal governo della Repubblica Sociale Italiana il 29 febbraio 1944 fu subito collocato a disposizione, finché non fu nominato capo della Provincia di Cuneo l'8 giugno 1944 mantenendo la carica fino all'aprile 1945. Giorgio Pini Sottosegretario al Ministero dell'Interno nel governo repubblicano nel suo giro ispettivo a Cuneo descrisse il prefetto Galardo come "elemento solido, serio, ma un po' impedito dalla mutilazione e da non perfette condizioni di salute" Nella provincia di Cuneo Galardo istituì una guardia civica composta da soprattutto da ex militari sbandati della ex 4 armata, in buona parte meridionali impossibilitati a rientrare nelle proprie città.
Dopo la proclamazione della repubblica partigiana di Alba, nell'ottobre 1944, insieme a Lorenzo Tealdy, vice federale fascista di Torino, si recò ad Alba per parlamentare con il maggiore "Mauri" al fine di ottenere la resa incruenta della città e consegnandosi poi volontariamente come ostaggio quando la trattativa proseguì e "Mauri" si recò ad un incontro con l'alto commissario per il Piemonte Paolo Zerbino.
Il 24 aprile 1945, insieme al federale Dino Ronza guidò la colonna fascista che abbandonò Cuneo raggiungendo Strambino dove era stato deciso il concentramento delle truppe della RSI per consegnare le armi agli Alleati.
Morì a Roma il 1º gennaio 1951 per malattia contratta in servizio.